# 赤城さかえ
赤城 さかえ（あかぎ さかえ、1908年〈明治41年〉6月3日 - 1967年〈昭和42年〉5月16日）は、俳人、俳論家。本名・藤村 昌（ふじむら さかえ）。

## 生涯
国文学者・藤村作の次男として広島県広島市に生まれる。二歳の時に父、作の東京帝国大学赴任に伴い上京、千駄ヶ谷尋常高等小学校（のちの渋谷区立渋谷小学校）、東京府立第五中学校（現・東京都立小石川中等教育学校）、旧制山形高校を経て東京帝国大学文学部中退。東大在学中に日本共産党（非常時共産党）に入党、山本健吉や亀井勝一郎、原民喜らと地下活動に入るも熱海事件に巻き込まれて知多半島に逃亡。のち転向し、1937年召集。1938年には昭和鉱業に勤務するが、1940年結核を発病して逗子湘南サナトリウムに入院。「ホトトギス」の山田雨雷を講師に招いた院内の句会で俳句に触れ、1943年「寒雷」に入会、加藤楸邨に師事、のちに清瀬市の国立療養所に再入院し、石田波郷と同室となる。
戦後は共産党に復党、新俳句人連盟に参加、1947年『草田男の犬』の発表で論争を起こす。古沢太穂と『沙羅』を創刊、のち「道標」に所属、水原秋桜子の「馬酔木」に『戦後俳句論争史』を執筆、現代俳句協会幹事としても多方面で論陣を張ったが人生の大半は病苦にあった。1967年5月16日、58歳で死去。墓所は多磨霊園(20-1-16)

## 人物
- 姉は『こいのぼり』、『チューリップ』などの作詞家である近藤宮子[12]。
- 門下に望月たけしがいる[13]

## 著書
- 『淺蜊の唄 赤城さかえ句集』書肆ユリイカ、1954年10月。
- 『戦後俳句論争史』俳句研究社、1968年12月。
  - 『戦後俳句論争史』青磁社、1990年2月。
- 赤城さかえ全集編集委員会編 編『赤城さかえ全集』古沢太穂・石塚真樹監修、青磁社、1988年11月。
- 『赤城さかえの世界』古沢太穂編著、梅里書房〈昭和俳句文学アルバム 2〉、1992年5月。ISBN 9784872270235。
- 『赤城さかえ』藤田湘子監修、花神社〈花神コレクション「俳句」〉、1994年11月。ISBN 9784760290291。